# نضوب النفط

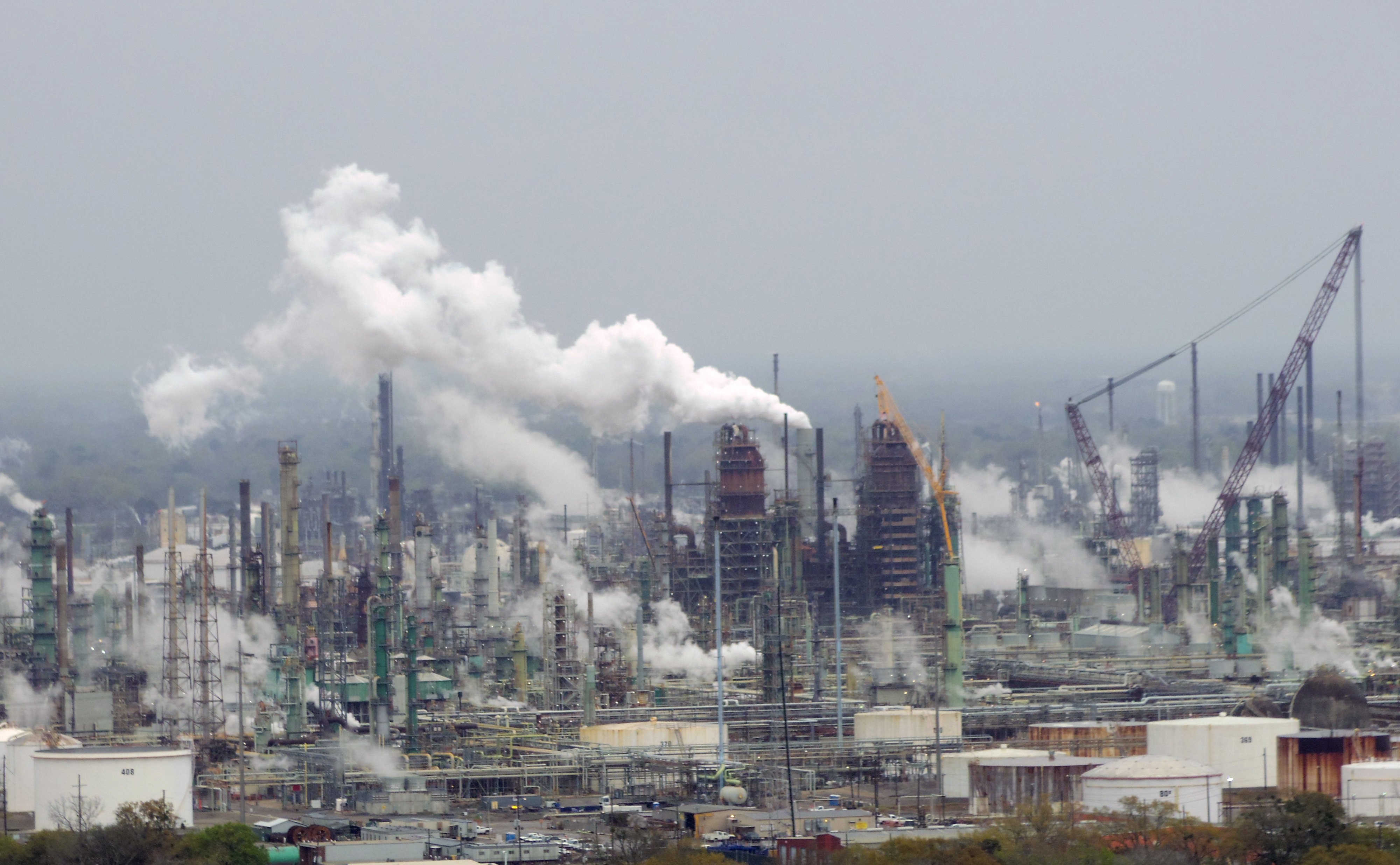
حقل نفط لشركة اكسون الامريكية

نضوب النفط هو انخفاض إنتاج النفط من بئر أو حقل نفط أو منطقة جغرافية ما. تتنبأ نظرية قمة هوبرت بمعدلات الإنتاج بناءً على معدلات استكشاف سابقة ومعدلات الإنتاج المتوقعة. تتنبأ منحنيات هوبرت بأن منحنيات الإنتاج من الموارد غير المتجددة تقارب منحنى التوزيع الاحتمالي الطبيعي. لذا، وفقًا لهذه النظرية، عندما تُتجاوز ذروة الإنتاج، تدخل معدلات الإنتاج في انخفاض غير قابل للانعكاس.
تنبأت إدارة معلومات الطاقة الأمريكية في عام 2006، أن يرتفع استهلاك النفط العالمي إلى 98.3 مليون برميل يوميًا (15,630,000 متر مكعب / اليوم) في عام 2015، و118 مليون برميل يوميًا في عام 2030. سيمثل الوصول إلى مستوى الاستهلاك المتوقع لعام 2015، مع استهلاك النفط العالمي لعام 2009 الذي بلغ 84.4 مليون برميل يوميًا، زيادةً سنوية في متوسط الاستهلاك بين عامي 2009 و 2015 بنسبة 2.7 % سنويًا.

## توفر الموارد
يُمد العالم بالنفط الطبيعي بنسب معينة؛ لأن النفط يتشكل بشكل طبيعي ببطء شديد، إذ لا يمكن استبداله بنفس معدل استخراجه. دُفنت العوالق والبكتيريا والبقايا النباتية والحيوانية الأخرى في رواسب قاع المحيطات على مدى ملايين السنين. عندما كانت الظروف صحيحة (نقص أكسجين عملية التحلل، وعمق ودرجة حرارة الدفن الكافية)، تحولت البقايا العضوية إلى مركبات بترولية، في حين تحولت الرواسب المصاحبة لها إلى حجر رملي، وحجر طمي، وصخور رسوبية مسامية أخرى. عندما تُغطى المواد العضوية بصخور غير نفوذة مثل الصخر الزيتي أو الملحي أو الاختراقات البركانية، فإنها تشكل مكامن البترول التي تُستغل حاليًا.

## نماذج انخفاض الإنتاج
على المدى القصير والمتوسط، يحدث انخفاض إنتاج النفط بطريقة يمكن التنبؤ بها استنادًا إلى الظروف الجيولوجية والسياسات الحكومية والممارسات الهندسية. يختلف شكل منحنى الانحدار اعتمادًا على ما إذا كان المرء يأخذ في الاعتبار بئرًا أو حقلًا أو مجموعة من الحقول. على المدى الطويل، تحدت التطورات التكنولوجية بعض هذه التوقعات.

### انخفاض إنتاج آبار النفط
ينتج بئر نفط فردي بأقصى معدل له في بداية حياته عادةً، وينخفض معدل الإنتاج في النهاية إلى نقطة لا ينتج فيها كميات مربحة. يعتمد شكل منحنى التراجع على خزان الزيت وآلية دفع الخزان. تنتج الآبار الموجودة في الخزانات التي تعمل بطريقة المياه المحقونة أو القبعة الغازية معدلات ثابتة تقريبًا، وذلك حتى تصل المياه المتعدية أو أغطية الغاز الممتدة إلى البئر، ما يؤدي إلى انخفاض مفاجئ في إنتاج النفط. تمتلك خزانات المياه التي تعمل وفق طريقة القبعة الغازية وآبار المياه المحقونة، انخفاضات كبيرة أو متسارعة: انخفاضات سريعة في البداية، ثم مرحلة التسوية.
يمكن أن يتأثر شكل منحنى إنتاج بئر النفط بعدد من العوامل غير الجيولوجية:
- قد يكون اختيار نوع البئر مقيدًا تبعًا للعرض والطلب في السوق أو للتنظيم الحكومي. يقلل هذا الأمر من معدل النضوب، ولكن لا يغير الإنتاج الكلي للبئر بشكل ملحوظ.
- يمكن لاستخدام التصديع المائي (التكسير) أو التحميض أن يرفع الإنتاج بشكل كبير، وقد يزيد الاحتياطيات القابلة للاسترداد الموجودة في بئر معين.
- قد يخضع الحقل لمشروع استرداد ثانوي أو ثالثي.

### انخفاض إنتاج حقل النفط
توجد آبار النفط الفردية عادة داخل حقول النفط متعددة الآبار. كما هو الحال بالنسبة لآبار النفط الفردية، تختلف منحنى ات إنتاج حقول النفط اعتمادًا على الجيولوجيا وكيفية تطويرها وإنتاجها. تحتوي بعض الحقول على ملفات تعريف إنتاج على شكل منحنى جرس متناظر، ولكن من الشائع أكثر أن تكون فترة حركة الإنتاج أكثر إيجازًا وانحدارًا من الانخفاض اللاحق. يُنتج أكثر من نصف النفط عادةً بعد أن تصل إنتاجية الحقل إلى ذروة المنحنى أو هضبته. تظهر بيانات الإنتاج في العديد من الحقول قممًا متميزة، ولكن بالنسبة لحقول النفط العملاقة، من الشائع أن يصل الإنتاج إلى الهضبة ويحافظ عليها قبل الانخفاض. بمجرد انخفاض إنتاج الحقل بشكل ضئيل، يتبعه انخفاض كبير. ومع استقرار هذا الانخفاض، يمكن أن يستمر الإنتاج بمعدلات منخفضة نسبيًا. استمرت العديد من حقول النفط في الولايات المتحدة بالإنتاج أكثر من مئة عام.
يمكن أن تتأثر منحنى ات إنتاج حقول النفط بعدد من العوامل:
- قد يكون اختيار نوع البئر مقيدًا تبعًا للعرض والطلب في السوق أو للتنظيم الحكومي.
- يمكن لمشروع الاسترداد الثانوي، مثل حقن الماء أو الغاز، إعادة ضغط الحقل وزيادة استرداد النفط الكلي.
- قد يخضع الحقل لمشروع معزز لاستخلاص النفط، مثل حفر آبار لحقن المذيبات أو ثاني أكسيد الكربون أو البخار، ما يسمح باستخلاص المزيد من النفط من الصخور، ما يزيد الإنتاج النهائي للحقل.

### انخفاض الإنتاج متعدد الحقول
يكون معظم النفط في عدد قليل من حقول النفط الكبيرة جدًا. وفقًا لنظرية ذروة هوبرت، يبدأ الإنتاج ببطء، ويزيد بشكل متسارع، ثم يتباطأ ويثبت حتى يصل إلى الذروة، وبعد ذلك ينخفض الإنتاج. في المرحلة المتأخرة، يدخل الإنتاج غالبًا في فترة من الانخفاض الأسي الذي يصبح فيه الانخفاض أقل حدة. قد لا يصل إنتاج النفط إلى الصفر، ولكنه يصبح في النهاية منخفضًا جدًا. تشمل العوامل التي يمكن أن تؤثر على شكل المنحنى:
- الطلب غير الكافي على النفط، ما يقلل من انحدار المنحنى ويدفع ذروته في المستقبل.
- يزداد الثمن الحاد عند الوصول إلى ذروة الإنتاج، إذ يفشل الإنتاج في تلبية الطلب. إذا تسبب ارتفاع الأسعار في انخفاض حاد على الطلب، فقد يحدث انخفاض في جزء المنحنى العلوي.
- يمكن لتطوير تكنولوجيا حفر جديدة أو لتسويق النفط غير التقليدي، أن يقلل من حدة الانخفاض، إذ تُنتج كميات نفط أكبر من المتوقعة في البداية.

### إنتاج الولايات المتحدة
بدأ إنتاج النفط في الولايات المتحدة -بشرط ألا يُستثنى منها ألاسكا- باتباع منحنى هوبرت النظري لبضعة عقود ولكنه انحرف عنه بقوة في الوقت الحاضر. وصل إنتاج النفط الأمريكي إلى ذروته في عام 1970، وبحلول منتصف عام 2000، انخفض إلى مستويات عام 1940. أنتجت الولايات المتحدة في عام 1950 أكثر من نصف نفط العالم، ولكن بحلول عام 2005 انخفضت هذه النسبة إلى نحو 8%. بلغت واردات الولايات المتحدة من النفط الخام ذروتها في عام 2005، بمعدل ضعفي الإنتاج المحلي. منذ ذلك الحين، زاد إنتاج النفط في الولايات المتحدة، وانخفضت الواردات حتى 41%.
تنبأ أحد الإسقاطين اللذين طرحهما هوبرت عام 1956، بذروة الإنتاج في عام 1970. بحلول عام 1972، أُزيلت جميع حصص الاستيراد والضوابط على إنتاج الولايات المتحدة المحلي من النفط. على الرغم من هذا، وعلى الرغم من تضاعف الأسعار أربعة أضعاف خلال أزمة النفط عام 1973، لم ينعكس انخفاض الإنتاج في الولايات الـ 48 الأدنى حتى عام 2009. ارتفع إنتاج النفط الخام بشكل حاد منذ عام 2009 حتى عام 2014، إذ ازداد معدل إنتاج النفط الأمريكي في أكتوبر 2014 بنسبة 81% من متوسط المعدل لعام 2008.